# Sovetski (Khanti-Mansi)
|  | Per a altres significats, vegeu «Sovetski». |

Sovetski (en rus: Советский) és una ciutat de Rússia, del Districte Autònom Khanti-Mansi — Iugrà. La població és, segons el cens rus de 2013, de 27.631 habitants. Es troba a la riba del riu Inguiagun, i es troba a la plana de Sibèria occidental, a 294 km a l'oest de Khanti-Mansi i a 1.619 km al nord-est de Moscou.

## Història
Fou fundada el 1963 com una vila urbana, i rebé l'estatus de ciutat el 1997.